# Esimbi
Esimbi ist eine Sprache, welche von etwa 20.000 im südwestlichen Teil des Landes Kamerun gesprochen wird.
Sie wird auch als Isimbi, Simpi, Age, Aage, Bogue oder Mburugam bezeichnet und ist eine tivoide – und somit auch bantoide – Sprache.
Die Sprecher des Esimbi sprechen im Alltag inzwischen hauptsächlich Englisch und Französisch, da diese seit der britisch-französischen Herrschaft in Kamerun Amtssprachen des Landes sind und Esimbi keinen Status hat.